# Euthalia aeropa
Euthalia aeropa är en fjärilsart som beskrevs av Carl von Linné 1758. Euthalia aeropa ingår i släktet Euthalia och familjen praktfjärilar. Inga underarter finns listade i Catalogue of Life.